# Amasa J. Parker, Jr.

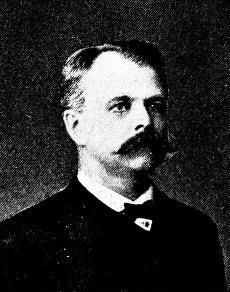
Amasa J. Parker, Jr. (1893)

Amasa Junius Parker, Jr. (* 6. Mai 1843 in Delhi, Delaware County, New York; † 2. Mai 1938 in Albany, New York) war ein US-amerikanischer Rechtsanwalt, Offizier und Politiker (Demokratische Partei). Er war der Sohn von Amasa J. Parker und Harriet (Langdon) Parker.

## Werdegang
Amasa Junius Parker, Jr. graduierte 1863 am Union College in Schenectady (New York) und 1864 an der Albany Law School. Ferner kämpfte er während des Amerikanischen Bürgerkrieges, wo er zuletzt den Dienstgrad eines Majors bekleidete.
Parker verfolgte ebenfalls eine politische Laufbahn. Er war 1882 Mitglied in der New York State Assembly, wo er den Albany County vertrat. Dann war er zwischen 1886 und 1887 sowie noch einmal zwischen 1892 und 1895 Mitglied im Senat von New York. Während dieser Zeit vertrat er zwischen 1886 und 1887 sowie zwischen 1892 und 1893 den 17. Wahldistrikt und dann zwischen 1894 und 1895 den 19. Wahldistrikt.
Parker war Kurator am Union College und der Albany Law School. Er war aktiv in der Nationalgarde von New York, wo er 1877 während des Ausbruchs des Albany Railroad Strike das Kommando über die 10. Division hatte. Er bekleidete zu jener Zeit den Dienstgrad eines Colonels.
Parker war einer von den Verfassern eines Buches mit dem Titel Banking Law of New York. Er war auch ein Herausgeber von Parker's New York Criminal and Penal Codes sowie The Parker's Pocket Code of Civil Procedure.
Er wurde auf dem Albany Rural Cemetery in Menands (New York) beigesetzt.